# Лог Кабин (Тексас)
Лог Кабин (енгл. Log Cabin) град је у америчкој савезној држави Тексас. По попису становништва из 2010. у њему је живело 714 становника.

## Демографија
Према попису становништва из 2010. у граду је живело 714 становника, што је 19 (2,6%) становника мање него 2000. године.
| Група             | 2000.       | 2010.       |
| Белци             | 696 (95,0%) | 643 (90,1%) |
| Афроамериканци    | 8 (1,1%)    | 17 (2,4%)   |
| Азијати           | 5 (0,7%)    | 2 (0,3%)    |
| Хиспаноамериканци | 20 (2,7%)   | 45 (6,3%)   |
| Укупно            | 733         | 714         |